# Divizion Charlamova
La Divizion Charlamova (in russo: Дивизион Харламова), chiamata anche in inglese Kharlamov Division, appartiene alla Kontinental Hockey League e venne formata nel 2008. Dopo la riorganizzazione della lega nel 2009 venne inserita nella Eastern Conference. Il suo nome è stato scelto in ricordo di Valerij Charlamov, bandiera dell'hockey sovietico già medaglia d'oro olimpica.

## Squadre attuali
- Ak Bars Kazan’
- Avtomobilist
- Kunlun R. Star
- Magnitogorsk
- Neftechimik
- Traktor Čeljabinsk

## Campioni di Divizion
- 2008-09 -  Lok. Jaroslavl’ (32-4-7-13, 111 pt.)
- 2009-10 -  Magnitogorsk (34-6-1-15, 115 pt.)
- 2010-11 -  Ak Bars Kazan’ (29-5-8-12, 105 pt.)
- 2011-12 -  Traktor Čeljabinsk (32-7-4-11, 114 pt.)
- 2012-13 -  Ak Bars Kazan’ (28-6-8-10, 104 pt.)
- 2013-14 -  Magnitogorsk (30-5-8-11, 108 pt.)
- 2014-15 -  Ak Bars Kazan’ (34-6-6-14, 120 pt.)
- 2015-16 -  Magnitogorsk (25-13-2-20, 103 pt.)
- 2016-17 -  Magnitogorsk (36-5-6-13, 124 pt.)
- 2017-18 -  Ak Bars Kazan’ (30-2-6-18, 100 pt.)
- 2017-18 -  Ak Bars Kazan’ (30-2-6-18, 100 pt.)
- 2018-19 -  Avtomobilist (39-8-1-14, 95 pt.)
- 2019-20 -  Ak Bars Kazan’ (38-7-8-16, 93 pt.)
- 2020-21 -  Ak Bars Kazan’ (33-8-8-11, 90 pt.)

## Vincitori della Coppa Gagarin prodotti
- 2009-10 -  Ak Bars Kazan’
- 2013-14 -  Magnitogorsk
- 2015-16 -  Magnitogorsk
- 2017-18 -  Ak Bars Kazan’